# Stati del Nord America
Questo è un elenco alfabetico degli Stati e dei territori dipendenti del Nord America.
L'America del Nord è politicamente divisa in 23 Stati sovrani, di cui tre (Canada, Stati Uniti e Messico) rientrano nell'America Settentrionale e gli altri 20, rientrano nell'America centrale. Uno Stato, Panama, ha parte del proprio territorio in America meridionale, mentre 13 sono degli Stati insulari dei Caraibi. I territori dipendono tutti da Paesi europei o dagli Stati Uniti.

## Stati sovrani
Indica un paese membro del Commonwealth delle nazioni
| Bandiera | Nome (Nome completo)                                     | Capitale            | Lingua ufficiale          | Forma di governo                                              | Anno d'indipendenza |
| -------- | -------------------------------------------------------- | ------------------- | ------------------------- | ------------------------------------------------------------- | ------------------- |
|          | Antigua e Barbuda                                        | Saint John's        | Inglese                   | Monarchia parlamentare                                        | 1981                |
|          | Bahamas (Commonwealth delle Bahamas)                     | Nassau              | Inglese                   | Monarchia parlamentare                                        | 1973                |
|          | Barbados                                                 | Bridgetown          | Inglese                   | Repubblica parlamentare (fino al 2021 monarchia parlamentare) | 1966                |
|          | Belize                                                   | Belmopan            | Inglese                   | Monarchia parlamentare                                        | 1981                |
|          | Canada                                                   | Ottawa              | Inglese, francese         | Monarchia parlamentare federale                               | 1931                |
|          | Costa Rica (Repubblica di Costa Rica)                    | San José            | Spagnolo                  | Repubblica presidenziale                                      | 1821                |
|          | Cuba (Repubblica di Cuba)                                | L'Avana             | Spagnolo                  | Stato socialista                                              | 1902                |
|          | Dominica (Commonwealth della Dominica)                   | Roseau              | Inglese                   | Repubblica parlamentare                                       | 1978                |
|          | El Salvador (Repubblica di El Salvador)                  | San Salvador        | Spagnolo                  | Repubblica presidenziale                                      | 1821                |
|          | Giamaica                                                 | Kingston            | Inglese                   | Monarchia parlamentare                                        | 1962                |
|          | Grenada                                                  | Saint George's      | Inglese                   | Monarchia parlamentare                                        | 1974                |
|          | Guatemala (Repubblica del Guatemala)                     | Città del Guatemala | Spagnolo                  | Repubblica presidenziale                                      | 1821                |
|          | Haiti (Repubblica di Haiti)                              | Port-au-Prince      | Francese, creolo haitiano | Repubblica semipresidenziale                                  | 1804                |
|          | Honduras (Repubblica dell'Honduras)                      | Tegucigalpa         | Spagnolo                  | Repubblica presidenziale                                      | 1821                |
|          | Messico (Stati Uniti Messicani)                          | Città del Messico   | Spagnolo                  | Repubblica presidenziale federale                             | 1810                |
|          | Nicaragua (Repubblica del Nicaragua)                     | Managua             | Spagnolo                  | Repubblica presidenziale                                      | 1823                |
|          | Panama (Repubblica di Panama)                            | Panama              | Spagnolo                  | Repubblica presidenziale                                      | 1903                |
|          | Repubblica Dominicana                                    | Santo Domingo       | Spagnolo                  | Repubblica presidenziale                                      | 1844                |
|          | Saint Kitts e Nevis (Federazione di Saint Kitts e Nevis) | Basseterre          | Inglese                   | Monarchia parlamentare                                        | 1983                |
|          | Saint Vincent e Grenadine                                | Kingstown           | Inglese                   | Monarchia parlamentare                                        | 1979                |
|          | Saint Lucia                                              | Castries            | Inglese                   | Monarchia parlamentare                                        | 1979                |
|          | Stati Uniti (Stati Uniti d'America)                      | Washington          | Inglese (de facto)        | Repubblica presidenziale federale                             | 1776                |
|          | Trinidad e Tobago (Repubblica di Trinidad e Tobago)      | Port of Spain       | Inglese                   | Repubblica semipresidenziale                                  | 1962                |

## Territori non sovrani
| Bandiera | Nome (Nome completo)                                                          | Capitale                             | Lingua ufficiale     | Status                             | Dipendente da         |
| -------- | ----------------------------------------------------------------------------- | ------------------------------------ | -------------------- | ---------------------------------- | --------------------- |
|          | Groenlandia                                                                   | Nuuk                                 | Groenlandese         | Nazione costitutiva                | Regno di Danimarca    |
|          | Guadalupa                                                                     | Basse-Terre                          | Francese             | Dipartimento e regione d'oltremare | Francia               |
|          | Martinica                                                                     | Fort-de-France                       | Francese             | Dipartimento e regione d'oltremare | Francia               |
|          | Saint-Barthélemy (Collettività di Saint-Barthélemy)                           | Gustavia                             | Francese             | Collettività d'oltremare           | Francia               |
|          | Saint-Martin (Collettività di Saint-Martin)                                   | Marigot                              | Francese             | Collettività d'oltremare           | Francia               |
|          | Saint-Pierre e Miquelon (Collettività d'oltremare di Saint-Pierre e Miquelon) | Saint-Pierre                         | Francese             | Collettività d'oltremare           | Francia               |
|          | Aruba (Paese di Aruba)                                                        | Oranjestad                           | Olandese, papiamento | Nazione costitutiva                | Regno dei Paesi Bassi |
|          | Curaçao (Paese di Curaçao)                                                    | Willemstad                           | Olandese, papiamento | Nazione costitutiva                | Regno dei Paesi Bassi |
|          | Sint Maarten                                                                  | Philipsburg                          | Olandese, inglese    | Nazione costitutiva                | Regno dei Paesi Bassi |
|          | Bonaire                                                                       | Kralendijk                           | Olandese             | Municipalità speciale              | Regno dei Paesi Bassi |
|          | Sint Eustatius                                                                | Oranjestad                           | Olandese             | Municipalità speciale              | Regno dei Paesi Bassi |
|          | Saba                                                                          | The Bottom                           | Olandese             | Municipalità speciale              | Regno dei Paesi Bassi |
|          | Anguilla                                                                      | The Valley                           | Inglese              | Territorio d'oltremare             | Regno Unito           |
|          | Bermuda                                                                       | Hamilton                             | Inglese              | Territorio d'oltremare             | Regno Unito           |
|          | Isole Cayman                                                                  | George Town                          | Inglese              | Territorio d'oltremare             | Regno Unito           |
|          | Montserrat (Colonia di Montserrat)                                            | Plymouth (de iure) Brades (de facto) | Inglese              | Territorio d'oltremare             | Regno Unito           |
|          | Turks e Caicos                                                                | Cockburn Town                        | Inglese              | Territorio d'oltremare             | Regno Unito           |
|          | Isole Vergini Britanniche                                                     | Road Town                            | Inglese              | Territorio d'oltremare             | Regno Unito           |
|          | Porto Rico (Stato libero associato di Porto Rico)                             | San Juan                             | Spagnolo, inglese    | Territorio non incorporato         | Stati Uniti d'America |
|          | Isola Navassa                                                                 | Isola disabitata                     | Isola disabitata     | Territorio non incorporato         | Stati Uniti d'America |
|          | Isole Vergini Americane (Isole Vergini degli Stati Uniti)                     | Charlotte Amalie                     | Inglese              | Territorio non incorporato         | Stati Uniti d'America |